# Évangiles d'Aix-la-Chapelle
Les Évangiles d'Aix-la-Chapelle (Aix-la-Chapelle, trésor de la cathédrale) est un manuscrit enluminé des évangiles, daté du IXe siècle. Il s'agit d'une réalisation typique de la renaissance carolingienne, et dont le style des illustrations utilise des motifs byzantins.